# 태인 (가수)
태인(1982년 10월 15일)은 대한민국의 가수이다.
김재우, 메이커슬, 나몰라 패밀리의 노래에 피쳐링을 맡기도 하였다.
2008년 나몰라 패밀리 사랑이 그렇게 쉬워의 피쳐링을 맡으면서 대중에게 알려졌다.
수원여자대학 대중음악학과를 나왔다. 본명은 최태인이다.

## 앨범(Album)
- 2008.05.27 싱글 1집: 사랑은 안녕《사랑은 안녕》♬♩♪
- 2008.05.27 싱글 1집: 사랑은 안녕《I Love You》
- 2008.05.27 싱글 1집: 사랑은 안녕《그 남자의 거짓말》♬♩♪
- 2008.08.13 태인: 그 남자의 거짓말《그 남자의 거짓말》
- 2008.08.13 태인: 그 남자의 거짓말《I Love You》
- 2008.08.13 태인: 그 남자의 거짓말《사랑은 안녕》

- 2009.01.19 싱글 2집: 사랑을 해도 외롭다《사랑을 해도 외롭다》♬♩♪
- 2009.01.19 싱글 2집: 사랑을 해도 외롭다《그 여자의 거짓말》
- 2009.01.19 싱글 2집: 사랑을 해도 외롭다《사랑한단 이유로》
- 2009.07.09 Pink Voice: Candy Girl《Candy Girl》♬♩♪
- 2009.10.28 Brown Voice《죽일놈이야》♬♩♪
- 2009.10.28 Brown Voice《너만 느리게 보여》
- 2009.10.28 Brown Voice《한걸음》

- 2010.01.08 멍때리다《멍때리다》♬♩♪

- 2011.05.03 It's True I Mean It《사랑할래요》♬♩♪
- 2011.05.03 It's True I Mean It《시간속에서》
- 2011.05.03 It's True I Mean It《날 사랑한다고 말해요》
- 2011.05.03 It's True I Mean It《사랑해 너를 부르는 나》
- 2011.05.03 It's True I Mean It《Voice End Voice And》

- 2014.02.14 그 남자 변했어《그 남자 변했어》
- 2014.04.08 이런게 사랑이라고《이런게 사랑이라고》♬♩♪

- 2015.08.25 사랑엔 이유가 필요해《사랑엔 이유가 필요해: To Love Needs A Reason》♬♩♪
- 2015.12.04 해오라기꽃《해오라기꽃》

- 2016.02.17 착한 눈 예쁜 입《착한 눈 예쁜 입》
- 2016.02.17 착한 눈 예쁜 입《갈 길이 멀었다고》♬♩♪
- 2016.07.01 내겐 너무 특별한 사람《내겐 너무 특별한 사람》♬♩♪
- 2016.09.07 별이 빛나는 밤에《별이 빛나는 밤에》♬♩♪

- 2017.02.16 너란 녀석 가질 수 없어도《너란 녀석 가질 수 없어도》
- 2017.02.16 너란 녀석 가질 수 없어도《이런게 바로 사랑, 내게도 너란 사람》♬♩♪
- 2017.11.28 사랑은 예고 없이《사랑은 예고 없이》♬♩♪
- 2017.11.28 사랑은 예고 없이《계절은 바뀌고》

- 2018.02.06 그렇게 쉬운게 사랑은 아니야《그렇게 쉬운게 사랑은 아니야》♬♩♪
- 2018.02.27 사랑이 그리워《사랑이 그리워》♬♩♪
- 2018.06.14 내 전화 기다려요 '그대여<내 전화 기다려요 '그대여>♬♩♪
- 2019.02.13 쉬는 시간《쉬는 시간》♬♩♪
- 2020.09.04 너 같은 사람 만날거야《너 같은 사람 만날거야》♬♩♪

## 피쳐링(Featured)
- 2007.08.23 나몰라패밀리: 1집 사랑해요 《사랑해요》♬♩♪

- 2008.01.11 메이커슬: Love Letter 《그대가 슬프다》
- 2008.03.10 나몰라패밀리: 너만 볼래 《너만 볼래》♬♩♪
- 2008.03.10 나몰라패밀리: 너만 볼래 《Diary》
- 2008.05.20 연준범 1집: Beginning 《바보온달》
- 2008.08.14 나몰라패밀리: 사랑이 그렇게 쉬워 《사랑이 그렇게 쉬워》♬♩♪
- 2008.08.14 나몰라패밀리: 사랑이 그렇게 쉬워 《사랑남녀》♬♩♪
- 2008.08.14 나몰라패밀리: 사랑이 그렇게 쉬워 《좋은아침》
- 2008.08.14 나몰라패밀리: 사랑이 그렇게 쉬워 《잘못했어》
- 2008.11.27 나몰라패밀리: 붙잡아도 《내사랑 로맨스》♬♩♪

- 2009.01.09 나몰라패밀리: 내 사랑 로맨스 《내 사랑 로맨스》
- 2009.05.07 나몰라패밀리: 사랑밖에 난 몰라 《전화하지마》♬♩♪

- 2010.08.10 Sky: You Are My 《You Are My》

- 2011.02.09 나몰라패밀리JW: 헤어진 두 사람 《헤어진 두 사람》♬♩♪

- 2012.01.30 나몰라패밀리JW: 사랑해 그 거짓말 같은 《사랑해 그 거짓말 같은》♬♩♪
- 2012.08.13 나몰라패밀리JW: I'm Yesterday 《I'm Yesterday》♬♩♪

## OST
- 2006.05.02 Dr.깽 OST  《Good Luck To You》

## 작사 (Lyric)
- 2011.04.08 나몰라패밀리JW: Revolution 《사랑이 말을 듣지 않아》♬♩♪